# Corrie Hermann
Cornelia (Corrie) Hermann (Amersfoort, 4 augustus 1932) is een Nederlands politicus.
Tussen 1950 en 1959 studeerde zij geneeskunde aan de universiteit Utrecht. In 1959 deed zij haar artsexamen en ging zij werken als zuigelingen- en kinderarts. In 1959 werd zij daarnaast docent gezondheidszorg-onderwijs. Tussen 1973 en 1978 werkte zij als wetenschappelijk medewerker voor het Centraal Instituut voor Toetsontwikkeling. In 1978 keerde zij terug in de medische wereld als wetenschappelijk hoofdmedewerker sociale geneeskunde aan de Katholieke Universiteit Nijmegen. Vervolgens werd zij in 1982 directeur van de Gemeentelijke gezondheidsdienst in Heemskerk. In 1984 promoveerde zij in de geneeskunde aan de Katholieke Universiteit Nijmegen op basis van de dissertatie Vrouwelijke artsen in Nederland. In 1985 werd zij naast haar baan lid van het hoofdbestuur van Koninklijke Nederlandse Maatschappij ter bevordering van de Geneeskunde. In 1991 werd zij ook lid van de Sociale Verzekeringsraad. Daarnaast was zij lid van de Vereniging Nederlandse Vrouwelijke Artsen. Bij deze vereniging is zij de naamgever van de Corrie Hermannprijs. In 1992 ging zij vroegtijdig met pensioen. Zij werd daarbij benoemd tot Officier in de Orde van Oranje-Nassau. In 1996 stichtte zij het Paul Hermann Fonds, een stichting, vernoemd naar haar vader, die jonge cellisten steunt.
Tussen 1998 en 2002 was Hermann Tweede Kamer-lid voor GroenLinks. Zij was woordvoerder op het gebied van volksgezondheid, welzijn en voedselveiligheid. In 2001 diende zij het amendement op de Tabakswet in dat iedereen een rookvrije werkplek garandeert. Dit leidde tot het rookverbod in bedrijven en het openbaar vervoer.
Later vervulde Hermann nog enkele andere functies. Zo was zij lid van het Centraal Tuchtcollege voor de Gezondheidszorg, voorzitter van de Stichting Algemeen Maatschappelijk Werk IJmond Beverwijk en lid van de raad van toezicht van de Stichting Ouderenzorg Velsen
Hermann is lid van de Remonstrantse Broederschap. Zij heeft vier kinderen.
- International Standard Name Identifier: 0000 0003 8746 9583
- Nederlandse Thesaurus van Auteursnamen: 069711569
- Parlement.com: vg09lljz32zl
- Virtual International Authority File: 280397214
- WorldCat: E39PBJwmTqdDbD6jXwjPmYWbh3